# Науково-технічна бібліотека Інституту електрозварювання
Науково-технічна бібліотека Інституту електрозварювання імені Є. О. Патона НАН України є самостійним допоміжним підрозділом Інституту електрозварювання імені Є. О. Патона НАН України, який створено з метою забезпечення бібліотечно-інформаційного супроводу наукових досліджень Інституту. Установа має потужний науковий склад, саме тому, гостро стоїть питання належного інформаційно-бібліотечного обслуговування науковців Інституту.

## Історія створення бібліотеки
Бібліотека розпочала свою роботу з 1934 р. Науковий доробок засновника Інституту електрозварювання імені Є. О. Патона НАН України академіка Патона Євгена Оскаровича (1870—1953) розміром в понад 400 праць був покладений в основу формування фонду науково-технічної бібліотеки.
У 1933 р. до реорганізації Електрозварювальної лабораторії в Інститут електрозварювання Всеукраїнської академії наук, при Кафедрі інженерних споруд Національного технічного університету України «Київський політехнічний інститут імені Ігоря Сікорського» функціонувало дві бібліотеки: електрозварювання та інженерних споруд.
2 січня 1934 р., після ухвалення рішення Радою народних комісарів УРСР про організацію Науково-дослідного інституту електрозварювання, відбулося об'єднання цих двох бібліотек і започатковано науково-технічну бібліотеку Інституту.
Під час Другої світової війни Інститут електрозварювання був евакуйований з Києва до Нижнього Тагілу. Під час евакуації 20 серпня 1941 р. біля Ніжина частина вагонів потрапили під бомбардування, в результаті чого багато обладнання Інституту і книг із науково-технічної бібліотеки було знищено. У 1945 р. Інститут повернувся з евакуації до звільненого Києва. З 1946 р. розпочато облік перших книг у науково-технічній бібліотеці.
У 1974 р. було введено в експлуатацію інженерний корпус № 4 по вул. Боженка, 11 (нині — вул. Казимира Малевича, 11) і бібліотеці надано приміщення загальною площею 840 м2, де вона розміщена і сьогодні.

## Фонди бібліотеки
Науково-технічна бібліотека має вузькоспеціалізований галузевий фонд з питань зварювання та суміжних напрямів роботи Інституту. Станом на 01.01.2024 р. фонд бібліотеки налічує 275,7 тис. примірників (з них іноземної літератури — 96,2 тис. примірників). У фонді знаходиться більше ніж 86 тис. книг, близько 134 тис. примірників періодичних видань, 54,63 тис. примірників спеціальних видів літератури: дисертації, автореферати дисертацій, звіти, переклади, каталоги зарубіжних фірм, матеріали Міжнародного інституту зварювання інше. За тематикою переважає література зі зварювання металів, металознавства, металургії, ливарного виробництва, електротехніки, суміжних питань математики, механіки, кібернетики, наноматеріалів, хімії, фізики, біології тощо. Також зберігається особова бібліотека Патона Бориса Євгеновича (1918—2020) — академіка НАН України, професора, доктора технічних наук, багатолітнього Президента НАН України та багаторічного директора Інституту, яка становить понад 1,7 тис. видань.

## Основні напрями роботи
Основний інформаційний продукт науково-технічної бібліотеки Інституту електрозварювання ім. Є. О. Патона НАН України — це електронний каталог, який становить понад 50 тис. записів, станом на 01.01.2024 р.
Значну увагу бібліотека приділяє підготовці тематичних бібліографічних покажчиків, тематика та характер яких визначається тематикою досліджень та конкретними завданнями, що стоять перед Інститутом. Це і ретроспективні покажчики, що охоплюють літературу від винаходу того чи іншого способу зварювання або металургійного процесу і до сьогодення. Наприклад: «Высокоточная сварка» (1974 р.), «Underwater Welding and cutting of metals» (1983 р.), «Свариваемость сталей» (1991 р.).
Важливим у роботі бібліотеки є підготовка бібліографічних покажчиків до пам'ятних дат. У 1984 р. до 50-річного ювілею Інституту було видано бібліографічний покажчик праць співробітників за 1934—1984 рр. Подібний покажчик видано у 2014 р. до 80-річчя Інституту, в якому зібрано праці співробітників за період 1985—2014 рр. У 2019 р. до 85-ї річниці від дня заснування Інституту його перевидано зі змінами та доповненнями.
Один раз на два роки здійснюється підготовка та видання бібліографічного покажчика «Список нових надходжень в науково-технічну бібліотеку».
Для безперервного інформаційного забезпечення наукових відділів бібліотека здійснює підготовку бібліографічного покажчика «Зварювання та споріднені технології», який виходить із 1993 р. Упродовж 1995—1997 рр. ця інформація передавалася на дискетах до електронної газети, яку представляв на телебаченні Інститут проблем реєстрації інформації НАН України на каналі УТ-1.
Ґрунтовні видання бібліотеки «Журнальна періодика у фондах науково-технічної бібліотеки» вітчизняною та іноземними мовами вийшли у 2020 р. та 2023 р. відповідно.
Важливе місце у бібліотечно-інформаційній діяльності науково-технічної бібліотеки займає виставкова робота. Крім традиційних виставок літератури здійснюється оформлення електронних вітрин на сайті Інституту електрозварювання ім. Є. О. Патона НАН України та буктрейлерів до виставок на сторінці бібліотеки у мережі Facebook, яка також використовується для обслуговування читачів.30 червня 2021 р. до Всесвітнього дня соціальних мереж було створено впізнавані хештеги бібліотеки #НТБ_ІЕЗ та #LibraryPaton.
Працівники бібліотеки беруть участь у наукометричних дослідженнях Інституту електрозварювання ім. Є. О. Патона НАН України та здійснюють комплекс заходів із організації доступу до міжнародних баз наукового цитування, передплати на міжнародні бази даних, інформаційного супроводу користування ними. Також адмініструють профілі Інституту та авторські профілі вчених, створюють акаунти вільного ліцензійного доступу до передплачених ресурсів, підтверджують афіліацію через корпоративну електронну пошту тощо.
Бібліотека виконує замовлення по міжбібліотечному абонементу, індексує документи за міжнародною Універсальною десятковою класифікацією, надає послуги електронної доставки документів на цифрові копії статей, надає інформаційні довідки тощо.

## Бібліотекарі
В архівних документах посада завідувача бібліотеки вперше зустрічається з 1945 р.
Із 1945 р. завідувала бібліотекою Софія Миколаївна Покровська, яка професійно займалася комплектуванням та впорядкуванням фонду бібліотеки.
Упродовж 1961—2003 рр. посаду завідувачки бібліотеки обіймала Діамара Степанівна Пшеничникова, яка сформувала висококваліфікований колектив співробітників, зусиллями якого вдалося створити повноцінний сучасний каталог друкованої продукції, автоматизувати основні бібліотечні процеси. Д. С. Пшеничникова особисто підготувала 27 бібліографічних покажчиків.
З 2003-го по 2017 р. бібліотеку очолювала Олена Миколаївна Лавриненко. Вона продовжила курс бібліотеки на інформатизацію. Завдяки їй в бібліотеці з'явилася сучасна система автоматизації бібліотек.